# N.B. (album)
N.B. è il secondo album della cantante inglese Natasha Bedingfield. Il primo singolo estratto ad aprile 2007 (in Italia) è "I Wanna Have Your Babies". Il
titolo originale dell'album era Blank Canvans, ma successivamente fu cambiato in N.B.

## Tracklist
1. How Do You Do
2. I Wanna Have Your Babies
3. Soulmate
4. Who Knows
5. Say It Again (feat. Adam Levine)
6. Pirate Bones
7. Backyard
8. Tricky Angel
9. When You Know You Know/I Think They're Thinking (Interlude)
10. (No More) What Ifs (feat. Eve)
11. Not Givin' Up
12. Still Here
13. Smell The Roses
14. Unwritten (Bonus Track)(+ 2 hidden tracks "Lay Down" and "Loved By You")

## Classifiche
| Classifica (2007) | Posizione massima |
| ----------------- | ----------------- |
| Germania          | 80                |
| Irlanda           | 14                |
| Paesi Bassi       | 13                |
| Regno Unito       | 9                 |
| Svizzera          | 37                |